# ELTA
Лито́вское аге́нтство новосте́й «ÉLTA» — национальное информационное агентство Литвы, расположенное в городе Вильнюсе.
Основано в 1920 году.
Первым директором агентства был Юозас Эретас, профессор литературы, публицист, общественный деятель, доктор философии, швейцарец по происхождению.
На протяжении двадцати лет агентство «ELTA» поддерживало прямые связи с известнейшими зарубежными информационными агентствами: «Рейтер», «ДНБ», «HAVAS», «Стефани» и «ТАСС».
В 1940 году, после присоединения Прибалтики к СССР, агентство «ELTA» было включено в единую систему информационных служб Советского Союза — «ТАСС», и до 1990 года получало зарубежные новости из Москвы.
После провозглашения независимости Литвы в 1990 году «ELTA» восстановила прямые связи с ведущими агентствами мира.
В 1996 году агентство «ELTA» сменило свой государственный статус на независимый, став акционерным обществом (АО).
Сегодня «ELTA» сотрудничает с такими мировыми информационными агентствами, как «Рейтер», «ТАСС», «DPA», «PAP» и др.